# Eucalyptus chapmaniana
Eucalyptus chapmaniana o eucalipto bogong (Bogong gum) es una especie de eucalipto pertenecienta a la familia de las mirtáceas.

## Descripción
Es un árbol de talla mediana a grande que alcanza los 30 m de altura con la corteza persistente  en la parte baja del tronco o en la totalidad de éste, siendo fibrosa.
Las hojas adultas están separadas, lanceoladas, falcadas, agudas, oblicuas o basalmente estrechas, opacas, verdes-grisáceas, anchas, concolorosas, de 15–30 cm de largo y 2–4 mm de ancho. Las flores son blancas o cremosas.

## Distribución y hábitat
E. chapmaniana no es común y se encuentra disperso en bosques sobre herbazales o matorrales y en suelos moderadamente fértiles en laderas abruptas a elevadas alturas.
Su distribución es en Victoria y en las mesetas del sur de Nueva Gales del Sur.

## Taxonomía
Eucalyptus chapmaniana fue descrita por Alexander Kenneth Cameron y publicado en Victorian Naturalist; Journal and Magazine of the Field naturalist's Club of Victoria 64: 52. 1947.
Etimología
Eucalyptus: nombre genérico que proviene del griego antiguo: eû = "bien, justamente" y kalyptós = "cubierto, que recubre". En Eucalyptus L'Hér., los pétalos, soldados entre sí y a veces también con los sépalos, forman parte del opérculo, perfectamente ajustado al hipanto, que se desprende a la hora de la floración.
chapmaniana: epíteto